# テネリフェ・ノルテ空港
テネリフェ・ノルテ空港（スペイン語: Aeropuerto de Tenerife Norte、テネリフェ北空港）はカナリア諸島テネリフェ島にある空港。

## 地理
テネリフェ島に2つある国際空港のひとつ。サンタ・クルス・デ・テネリフェから11kmにあるサン・クリストバル・デ・ラ・ラグーナにある。

## 就航路線
| 航空会社                             | 就航地 |
| ------------------------------------ | --- |
| エア・ヨーロッパ (AEA)               | バルセロナ、マドリード、マラガ、セビリア 季節運航：ビルバオ |
| エア・ヨーロッパ・エクスプレス (OVA) | グラン・カナリア |
| アリタリア-イタリア航空 (AZA)        | 季節運航：ローマ/フィウミチーノ |
| ビンテル・カナリアス (BIN)           | エル・イエロ、フエルテベントゥラ、フンシャル、グラン・カナリア、ラ・ゴメラ、ラ・パルマ、ランサローテ、リスボン、パルマ・デ・マヨルカ、ビーゴ 季節運航：アガディール、マラケシュ |
| ブルガリア航空 (LZB)                 | 季節運航・チャーター便：ソフィア |
| カナリーフライ (CNF)                 | エル・イエロ、フエルテベントゥラ、グラン・カナリア、ラ・パルマ、ランサローテ |
| フィンエアー (FIN)                   | 季節運航：ヘルシンキ |
| イベリア・エクスプレス (IBS)         | マドリード 季節運航：アストゥリアス、ビーゴ |
| イベリア・リージョナル (ANE)         | 季節運航：アリカンテ、バダホス、サンティアゴ・デ・コンポステーラ、バレンシア、バリャドリッド                                                                                    |
| ノルウェー・エアシャトル (NAX)       | ビルバオ (2019年10月25日まで)、バルセロナ (2019年10月26日まで), マドリード (2020年1月5日まで)                                                                                   |
| プラス・ウルトラ航空 (PUE)           | カラカス |
| ロイヤル・エア・モロッコ (RAM)       | カサブランカ |
| ライアンエアー (RYR)                 | バルセロナ、マドリード |
| ブエリング航空 (VLG)                 | ア・コルーニャ、アリカンテ、アストゥリアス、バルセロナ、ビルバオ、グラナダ、リスボン、マラガ、サンティアゴ・デ・コンポステーラ、セビリア、バレンシア、サラゴサ                  |

## 統計

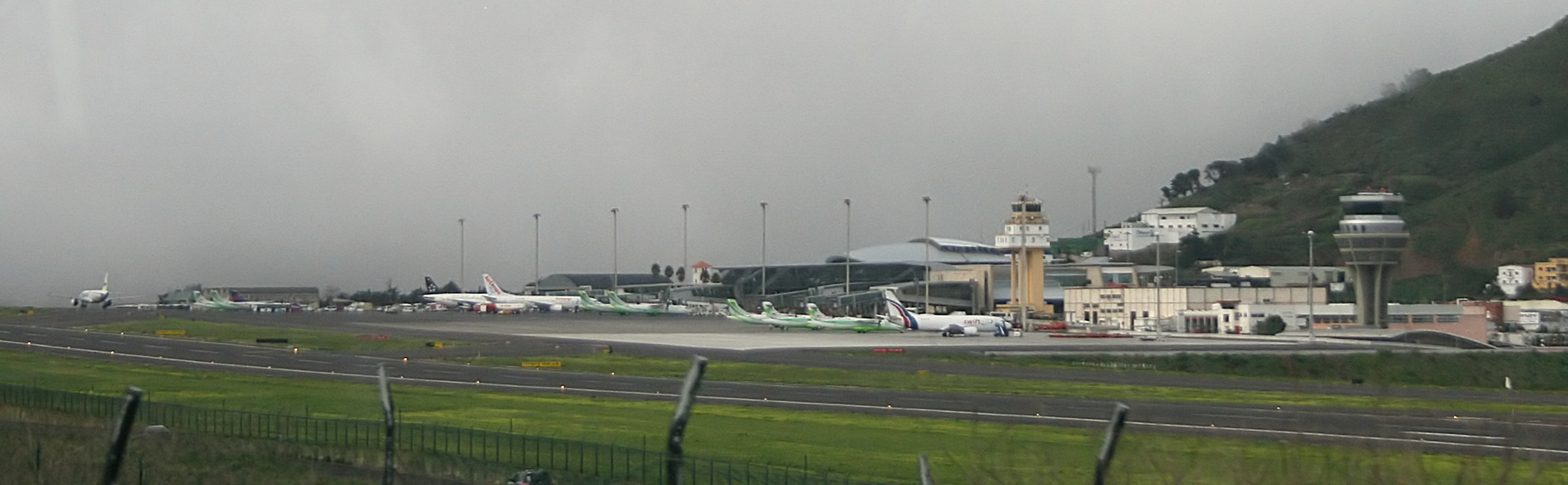
空港の遠望

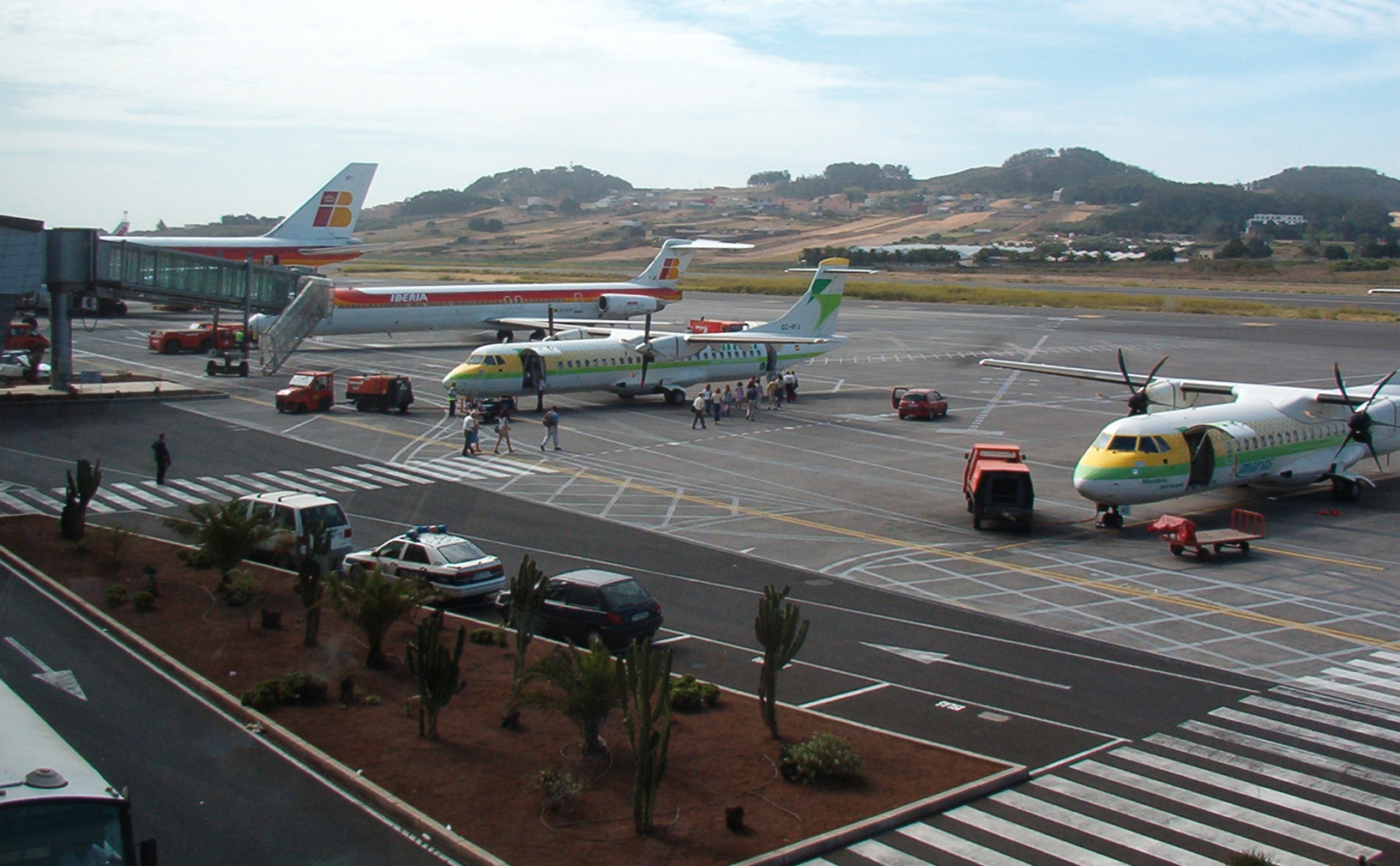
エプロン

|  |

|              | 旅客数      | 発着回数 | 貨物取扱量 |
| ------------ | ----------- | -------- | ---------- |
| 2000年       | 2,411,100人 | 48,902回 | 22,462トン |
| 2001年       | 2,511,277人 | 49,132回 | 21,060トン |
| 2002年       | 2,486,227人 | 48,785回 | 21,148トン |
| 2003年       | 2,919,087人 | 53,718回 | 23,842トン |
| 2004年       | 3,368,988人 | 56,592回 | 23,647トン |
| 2005年       | 3,754,513人 | 60,235回 | 22,163トン |
| 2006年       | 4,025,601人 | 65,297回 | 23,193トン |
| 2007年       | 4,125,131人 | 65,843回 | 25,169トン |
| 2008年       | 4,236,615人 | 67,800回 | 20,781トン |
| 2009年       | 4,054,147人 | 62,776回 | 18,304トン |
| 2010年       | 4,051,155人 | 61,607回 | 15,918トン |
| 2011年       | 4,095,103人 | 62,590回 | 15,745トン |
| 2012年       | 3,717,944人 | 55,789回 | 14,778トン |
| 2013年       | 3,524,470人 | 49,289回 | 13,493トン |
| 2014年       | 3,633,030人 | 52,694回 | 13,991トン |
| 2015年       | 3,815,315人 | 53,259回 | 12,819トン |
| 2016年       | 4,219,633人 | 55,669回 | 12,426トン |
| 2017年       | 4,704,863人 | 61,098回 | 13,044トン |
| ソース：Aena |             |          |            |

## 事故
標高が600メートル以上と高く、滑走路がしばしば雲の中になり視界がきかなくなるという問題点があり、これが原因の事故も起こってきた。
1977年3月27日、濃霧の滑走路上で、複合的なヒューマンエラーにより、2機のボーイング747型機同士が衝突し航空事故最大の583人が死亡したテネリフェ空港ジャンボ機衝突事故が発生した空港である。この事故の後、霧が要因の一つであることから、島の南側の比較的霧が出にくい地点にテネリフェ・スール空港が開港し、役割を分担している。
1972年12月3日にもスパンタックスの旅客機が離陸した直後に墜落する事故が起こっている（スパンタックス275便墜落事故）。これも濃霧による操縦エラーが原因とみられている。
1980年4月25日には英国ダン・エアのボーイング727が本空港への着陸進入中に山中に墜落し、146人全員が死亡した（ダン・エア1008便墜落事故）。この事故機（機体記号G-BDAN）はかつて日本航空で「たま号」として活躍し、1966年の日本航空羽田空港墜落事故で失われた日本国内航空のコンベア880（JA8030）の補償として1972年に同社の後身である東亜国内航空（日本エアシステムを経て現在は日本航空に合併）に譲渡されたJA8318である。